# Dendryphantes rafalskii
Dendryphantes rafalskii är en spindelart som beskrevs av Wesolowska 1999 [2000. Dendryphantes rafalskii ingår i släktet Dendryphantes och familjen hoppspindlar. Inga underarter finns listade i Catalogue of Life.